# 鍾東蕃
鍾東蕃 (英語：Dongfan Greg Chung, 1936年—)是一位前波音航空公司工程師，被美國控告從事商業間諜、擔任中國政府間諜(代理)、向聯邦調查員說謊、妨礙司法公正等罪名，7月16日在聖安那聯邦法庭被判9項罪名。鍾東蕃暫於聖安那監獄等候最後裁決。

## 生平
1936年出生于中國大陸，台灣長大，1962年移居美国成为橙縣居民。自1979年起，在波音和洛克威爾任結構工程師，接觸美國太空梭等敏感航太資料，與中国朋友有書信往來。他是自1996年美國商業間諜法案定立之後，第一宗被起訴、及罪名成立的大案。
2010年2月9日，美國加州法院認為鍾東蕃間諜罪名成立，判處15年8個月有期徒刑。